# Dalmau de Queralt i Perellós
Dalmau de Queralt i de Perellós (ca. 1425-1499) va ser baró de Santa Coloma, fill de Guerau de Queralt i de Perellós i Francesca de Perellós.
Segons Joan Segura, vers 1444 es casa amb Violant Ros, ⁣ amb qui almenys tindran un fill, Joan, encara viu el 1471, però que mor abans que els seus pares.
El 1447, possiblement en absència del seu pare, senyoreja la baronia de Santa Coloma.
Com a membre del Consell del Principat, el setembre de 1461 participa en les gestions de la Diputació per tal que es compleixin els acords de Vilafranca (1461), segons els quals, mort Carles de Viana, es reclamava la presència de l'infant Ferran.
En l'esclat de la guerra civil catalana, es posiciona a favor de Joan II. Vers l’agost de 1462, les tropes reials s'apoderen de Santa Coloma de Queralt; en conseqüència, Dalmau confisca la baronia de Santa Coloma al seu pare, Guerau, que s'havia posicionat a favor del General. Segura considera que podria tractar-se d’una estratègia dels Queralt per no perdre el control del feu, amb independència del bàndol guanyador del conflicte.
El 17 d’octubre de 1462, la Diputació del General declara a Dalmau com a enemic de Catalunya. El gener de 1467, Joan II realitza gestions davant les institucions catalanes per alliberar Dalmau de la presó.
En les acaballes de la guerra mor Guerau de Queralt, en una data compresa entre 1469 i 1471. S'acaba, d’aquesta manera, la rivalitat que mantenia amb Dalmau per la baronia de Santa Coloma.
El 1479, Dalmau forma part del seguici fúnebre de Joan II. En els següents anys, treballa per augmentar el seu patrimoni: disputa jurídicament el castell de Tous (1482-83), pren possessió del senyoriu del Catllar (14 d’octubre de 1489) i aprofita l’èxode dels jueus de Santa Coloma, en compliment de l'expulsió decretada per Ferran II (1492), per treure’n beneficis econòmics.
El desembre de 1498 fa donació de la baronia de Santa Coloma al seu nebot, Guerau de Queralt i Requesens. Dalmau mort entre el 15 de maig i el 22 d’agost de 1499.